# Nebulosa Saturno
La nebulosa Saturno (NGC 7009) es una nebulosa planetaria en la constelación de Acuario, situada un grado al oeste de ν Aquarii. El nombre de nebulosa Saturno se debe a su apariencia semejante al planeta Saturno, con sus anillos, visto de perfil. 
La nebulosa Saturno es una nebulosa planetaria compleja y contiene varios subsistemas morfológicos y cinemáticos en tres dimensiones. Incluye un halo, eyecciones tipo "jet", múltiples cascarones, ansae ("asas"), y nudos y filamentos a pequeña escala. Las ansae se expanden de manera no radial desde la estrella central.
La estrella central, relativamente luminosa, tiene magnitud aparente 11,5, con una luminosidad visual unas 20 veces mayor que la del Sol. Su tenue brillo se debe a la distancia que nos separa de ella y a que emite la mayor parte de su radiación como luz ultravioleta. Enormemente caliente, tiene una temperatura de 90 000 K, y constituye el núcleo central de lo que una vez fue una estrella gigante de gran tamaño; la nebulosa que vemos hoy no es otra cosa que las capas exteriores de la estrella expulsadas, modeladas por los restos del viento estelar procedente de la estrella. Con el paso del tiempo, irá perdiendo brillo hasta convertirse en una de las muchas enanas blancas que pueblan el cosmos. No se sabe con certeza su distancia respecto a la Tierra, estimándose entre 2400 y 3900 años luz.
Las nebulosas planetarias como NGC 7009 se forman en la etapa final de la vida de una estrella de masa media. Es una etapa muy breve, en donde la estrella, una vez expulsadas sus capas exteriores, comienza a colapsar y su temperatura aumenta. La radiación emitida actúa como un viento estelar que arrastra la atmósfera exterior de la estrella.
NGC 7009 fue descubierta en el año 1782 por William Herschel, constituyendo uno de sus primeros descubrimientos. Fue llamada así por Lord Rosse en la década de 1840, cuando los telescopios habían mejorado hasta el punto de que la forma de Saturno podía ser discernida.